# Калинков бръмбар
Калинковите бръмбари (Hippodamia convergens) са вид насекоми от семейство Калинки (Coccinellidae).
Таксонът е описан за пръв път от Феликс Едуар Герен-Менвил през 1842 година.